# Список похороненных на Новодевичьем кладбище (Щ)
Новодевичье кладбище является одним из самых известных некрополей Москвы. Оно было образовано в 1898 году вдоль южной стены Новодевичьего монастыря, где имеется дворянский некрополь XIX века. В советское время это было второе по значимости кладбище после некрополя у Кремлёвской стены. Многие могилы Новодевичьего кладбища являются объектами культурного наследия. В данной статье представлен список значимых людей, похороненных на Новодевичье кладбище, фамилии которых начинаются на букву «Щ».

## Список
- Щаденко, Ефим Афанасьевич (1885—1951) — генерал-полковник; 3 уч. 62 ряд
- Щеглов, Афанасий Фёдорович (1912—1995) — генерал армии, Герой Советского Союза; 11 уч. 4 ряд
- Щегляев, Андрей Владимирович (1902—1970) — теплотехник, член-корреспондент АН СССР (1953); 3 уч. 24 ряд
- Щекотский, Фёдор Михайлович (1898—1969) — советский военачальник, генерал-майор; колумбарий.
- Щепкин, Вячеслав Николаевич (1863—1920) — славист, палеограф, член-корреспондент Петербургской АН (1913); 3 уч. 18 ряд
- Щепкина-Куперник, Татьяна Львовна (1874—1952) — писательница, драматург, переводчица; 2 уч. 22 ряд рядом с актрисой М. Н. Ермоловой.
- Щербаков, Дмитрий Иванович (1893—1966) — геолог, геохимик, академик АН СССР (1953); 6 уч. 31 ряд.
- Щербаков, Иван Иванович (1915—1960) — лётчик-истребитель, полковник, Герой Советского Союза (1946); 5 уч. 44 ряд
- Щербина, Борис Евдокимович (1919—1990) — заместитель председателя Совета Министров СССР; 10 уч. 6 ряд.
- Щербинин, Владимир Арнольдович (1896—1963) — тромбонист, заслуженный артист РСФСР (1937), профессор Московской консерватории (1938); 8 уч. 29 ряд.
- Щетинин, Семён Николаевич (1910—1975) — партийный и государственный деятель, первый секретарь Иркутского обкома КПСС (1956—1968), посол в Монголии (1968—1973); 1 уч. 31 ряд.
- Щёлкин, Кирилл Иванович (1911—1968) — физик, специалист в области горения и детонации, научный руководитель и Главный конструктор ядерного центра Челябинск-70 (Снежинск), член-корреспондент АН СССР, лауреат Ленинской и трёх Государственных премий СССР; 6 уч. 2 ряд.
- Щипанов, Георгий Владимирович (1903—1953) — советский инженер, учёный, специалист в области теории автоматического регулирования
- Щукин, Борис Васильевич (1894—1939) — актёр театра и кино, народный артист СССР; автор памятника В. Е. Цигаль; 2 уч. 10 ряд.
- Щуко, Владимир Алексеевич (1878—1935) — архитектор, театральный художник; 3 уч. 1 ряд.
- Щусев, Алексей Викторович (1873—1949) — архитектор, директор Третьяковской галереи, академик АН СССР; автор памятника С. Т. Конёнков; 1 уч. 42 ряд.